# Molotow (Musikclub)

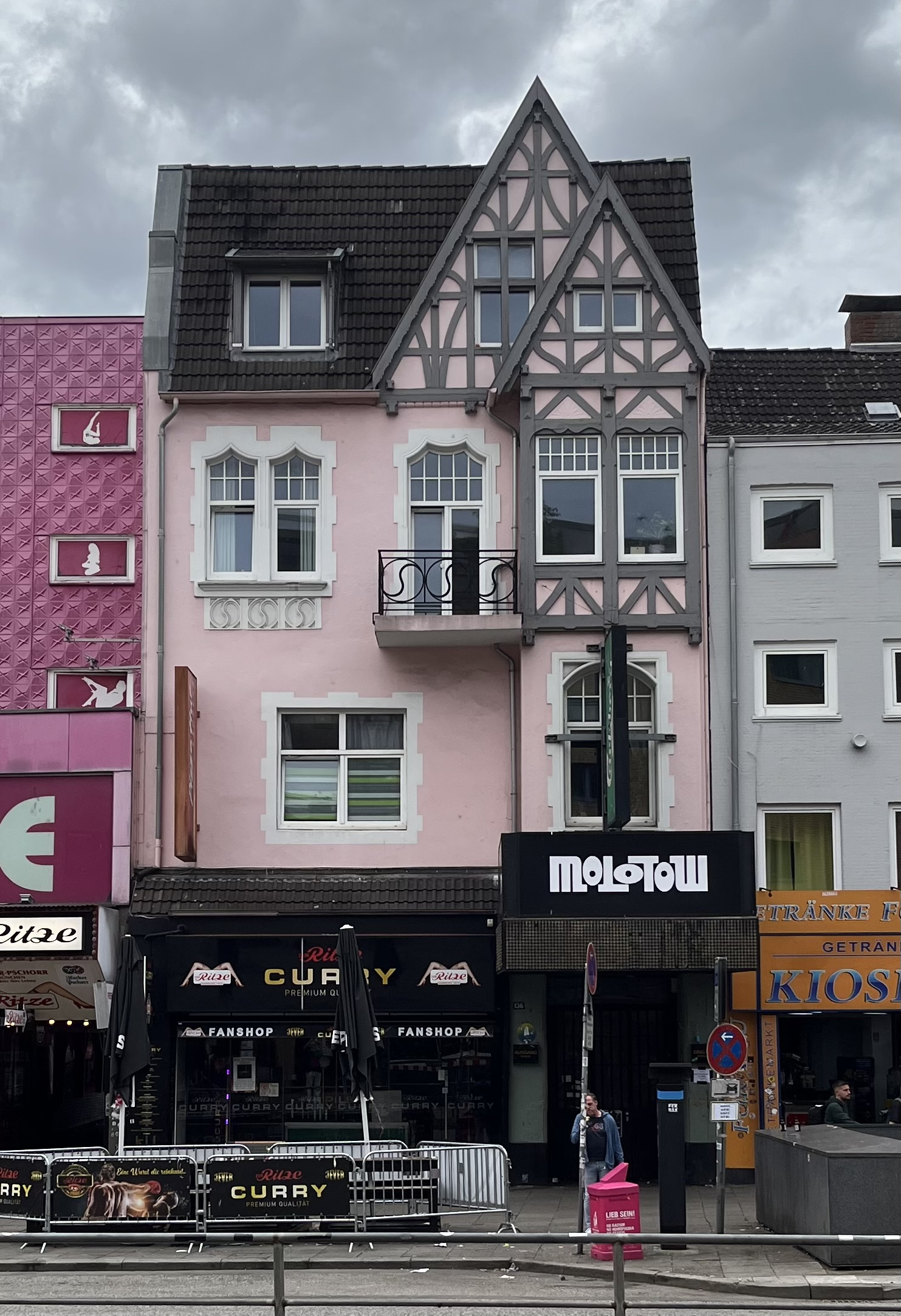
Molotow Club, Reeperbahn 136

Molotow Club mit Meanie Bar am Spielbudenplatz

Das Molotow ist ein 1990 gegründeter Musik-Club im Hamburger Stadtteil St. Pauli. Er befand sich bis Dezember 2013 in den Esso-Häusern am Spielbudenplatz und lag 23 Stufen unterhalb des Straßenniveaus. Am 14. Dezember 2013 wurde der Club, wie auch alle anderen Bewohner und Gewerbetreibenden aus dem baufälligen Komplex, evakuiert. Bis zum Umzug in ein vorübergehendes Exil an der Holstenstraße wurden Konzerte und Veranstaltungen in andere Hamburger Clubs ausgelagert. Von September 2014 bis Ende 2024 hatte das Molotow einen neuen Standort am Nobistor, neben dem Beatles-Platz, wo es ursprünglich bis zur geplanten Rückkehr in einen Neubau am ehemaligen Standort Spielbudenplatz bleiben sollte. Nach Kündigung des Mietvertrags durch den Eigentümer wurde eine neue Adresse ab 2025 im ehemaligen Moondoo (bis 1994 Top Ten Club) an der Reeperbahn 136 gefunden. Das Molotow ist bekannt für seine Indie-Rock-, Punk- und Post-Rock-Konzerte. Bands wie The White Stripes, The Hives, Mumford & Sons und The Killers spielten im Molotow – lange bevor sie weltweit bekannt wurden.

## Bedeutung
Das Molotow zählt zu den wichtigsten Musikclubs Deutschlands und ist auch international bekannt. Die Visions führte das Molotow 2005 in seiner Clubguide Top 50. Im Leserpoll der Zeitschrift Intro wurde das Molotow 2008 unter die fünf beliebtesten Clubs gewählt, während es bei einer vergleichbaren Abstimmung des Musikexpress auf Platz 3 kam. Das Molotow wird in dem Song Wir sitzen so vorm Molotow von der Band Muff Potter erwähnt, die sich später auch gegen die drohende Schließung engagierten. Mehrmals wurde das Molotow für das vielfältige Programm von der Kulturbehörde prämiert. Für das Jahr 2023 gewann das Molotow den vom Verein Clubkombinat ausgelobten Club Award in der Kategorie „Bester Club“. Im Rahmen der Preisverleihung  wurde auch der Negativpreis „Zerbrochene Gitarre“ vergeben, mit dem auf die Verdrängung von kulturellen Orten in Hamburg aufmerksam gemacht werden soll – unter anderem mit Bezug auf den damals erneut gefährdeten Fortbestand des Molotow.

## Gefährdung des Fortbestandes

### Abgewendete Schließung (2008)

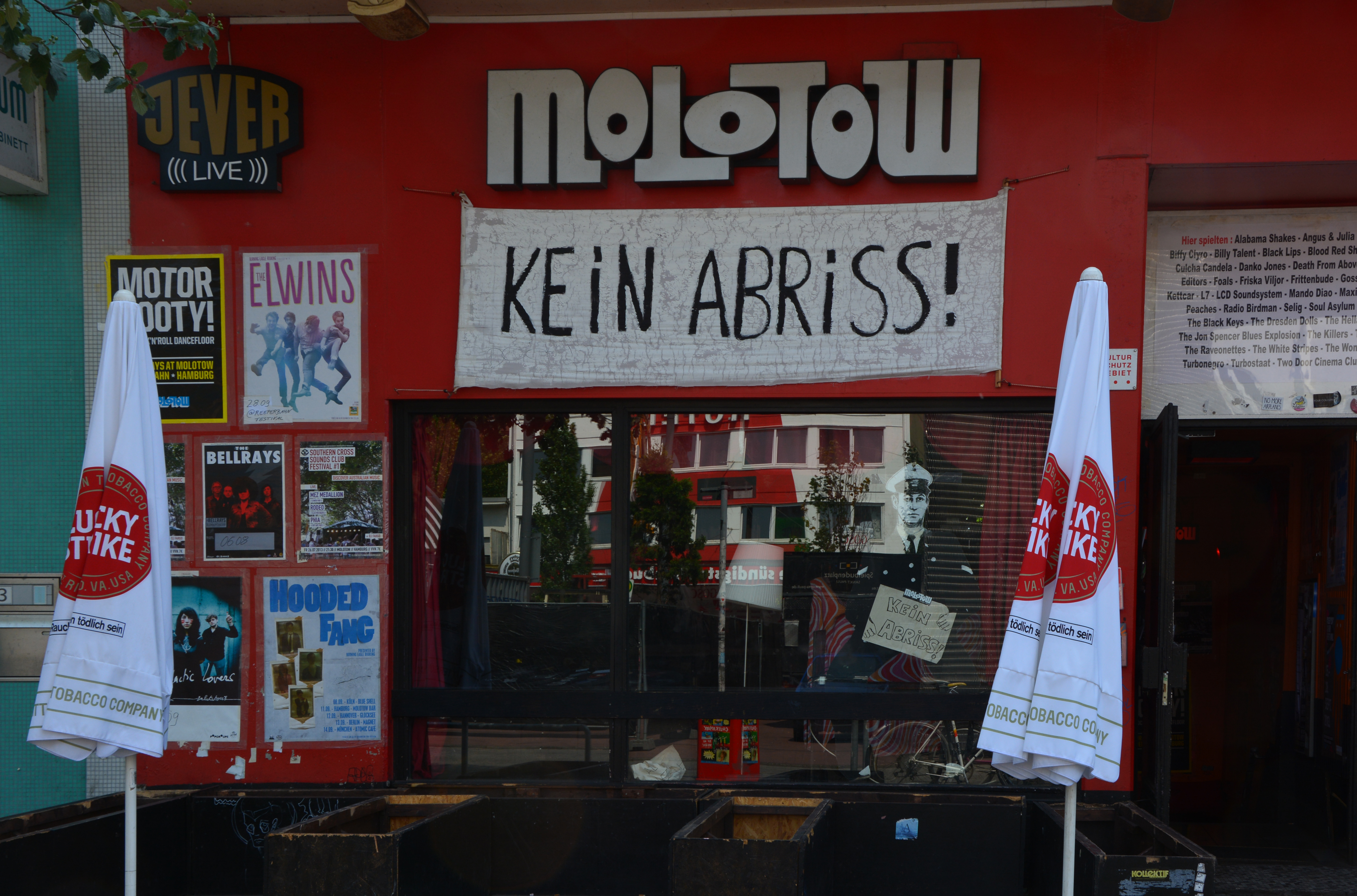
Das Molotow 2013

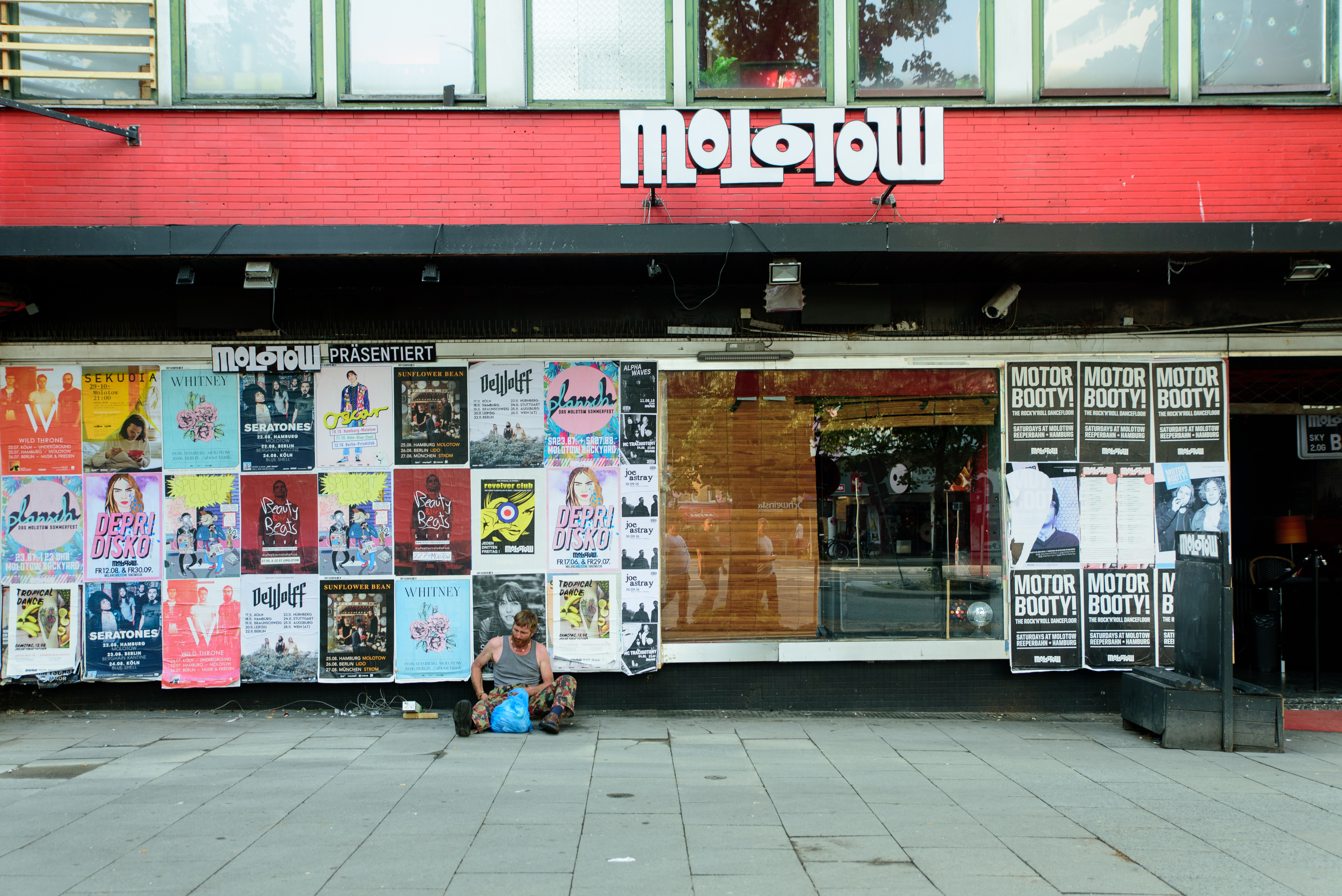
Das Molotow am Nobistor (2016)

Im Juni 2008 kündigte der Club die Kündigung des Mietvertrages zum Jahresende an. Als Gründe wurden die immer geringeren Umsätze bei gestiegenen Kosten genannt. Trotz der konstanten Besucherzahlen verringerten sich die Einnahmen aus dem Getränkeausschank, wofür die Einführung des Rauchverbotes zum 1. Januar verantwortlich gemacht wurde, was eine Diskussion über die Wiederabschaffung des Rauchverbots nach sich zog. Infolge der daraufhin versuchten Rettung des Clubs gab es ein Medienecho, u. a. in der Bild-Zeitung, in der Welt sowie in der Hamburger Morgenpost und im Hamburger Abendblatt. Durch eine Unterstützergruppe, die die Website rettet-das-molotow.de ins Leben gerufen hatte, wurden schließlich Mittel bereitgestellt, die eine Weiterführung des Clubs ermöglichten.

### Evakuierung, Abriss und Übergangslösung
Das Molotow befand sich in den Esso-Häusern, die ihren inoffiziellen Namen nach der im Gebäudekomplex befindlichen Kieztanke trugen. In den 2000er und 2010er Jahren waren mehrere Bauvorhaben in St. Pauli im Gespräch, so etwa die Neubebauung des ehemaligen Bavaria-St. Pauli-Brauerei-Areals. Beeinflusst durch die dadurch steigenden Immobilienpreise plante der Eigentümer der Esso-Häuser deren Abriss; begründet wurde es mit dem schlechten Zustand der Gebäude. An dieser Stelle sollten Neubauten von Eigentumswohnungen und Büros entstehen.
Über die Abrisspläne entwickelte sich zuerst ein Streit zwischen Eigentümern, einer Initiative und Teilen der Kommunalpolitik. Aufgrund von akuter Einsturzgefahr wurde das gesamte Areal um die Esso-Häuser in der Nacht auf den 15. Dezember 2013 jedoch vorzeitig geräumt. Der zwingend gewordene Abriss war damit vorverlegt worden. Bis zum Umzug an einen neuen Standort wurden die für das Molotow geplanten Konzerte und Veranstaltungen in andere Hamburger Clubs ausgelagert.
Im März 2014 zog das Molotow vorübergehend in das ehemalige Möbel-Brandes-Haus in die Holstenstraße 5. Am 18. September 2014, pünktlich zum jährlichen Reeperbahn Festival, konnte der Club in den Räumen der ehemaligen China Lounge am Nobistor eröffnen. Am Standort Nobistor hat das Molotow mit drei Räumen (Club, Skybar und Karatekeller) eine Gesamtkapazität von bis zu 530 Personen; von der Skybar bietet sich ein Ausblick auf die Reeperbahn.

### Erneuter Umzug 2024/2025
Nachdem die Existenz des Clubs erneut gefährdet war, weil die Lindner Hotels AG das Gebäude abreißen und an seiner Stelle ein Hotel bauen will, fand am 30. Dezember 2023 eine große Solidaritäts-Demo für den Erhalt des Clubs mit mehreren tausend Menschen vor dem Molotow und auf der Reeperbahn statt. Trotz Protesten wurde der Mietvertrag gekündigt und zum Jahresende 2024 musste das Molotow seinen bisherigen Standort am Nobistor räumen. Genau zum 34. Jahrestag seiner Eröffnung konnte ein neuer Mietvertrag ab 2025 in einem Gebäude an der Reeperbahn 136 vorgelegt werden, in dem früher der Top Ten Club und seit 2008 der Club Moondoo residierte. Das Gebäude, in dem das Molotow seinen neuen Ort gefunden hat, wurde durch die städtische Hamburg Kreativ Gesellschaft angemietet, die ihn mit einer Laufzeit bis mindestens 2037 als Kulturort weiterentwickeln will.

## Geschäftsführung
Inhaber und Betreiber des Molotow ist Andi Schmidt, der auch Mitglied der Beatles-Coverband Punkles ist. Er arbeitete von 1990 an als Discjockey im Molotow und übernahm den Club 1994 als Pächter von Club-Gründer Andreas Schnoor zusammen mit Gesine Judjahn, die später ausstieg. Für die Programmplanung sind Mario Stresow und Fenja Möller verantwortlich.

## Veranstaltungen
Im Molotow finden regelmäßig Konzerte von Bands aus verschiedenen musikalischen Richtungen wie Indie, Punk, Post-Rock sowie Poetry Slams, Partys aus dem Rock-, Pop- und Elektrobereich sowie andere Veranstaltungen statt. Außerdem ist das Molotow einer der Clubs, in denen das Reeperbahnfestival stattfindet. Veranstaltungsort war vor dem Umzug der Kellerraum des Molotow, der Platz für etwa 300 Leute bot. Zu den Bands, die – oft vor ihrem kommerziellen Durchbruch – im Molotow gespielt haben, zählen The White Stripes, Mumford & Sons, Die Toten Hosen, The Hives, Bright Eyes, Wir sind Helden, Mando Diao und The Killers.

## Galerie

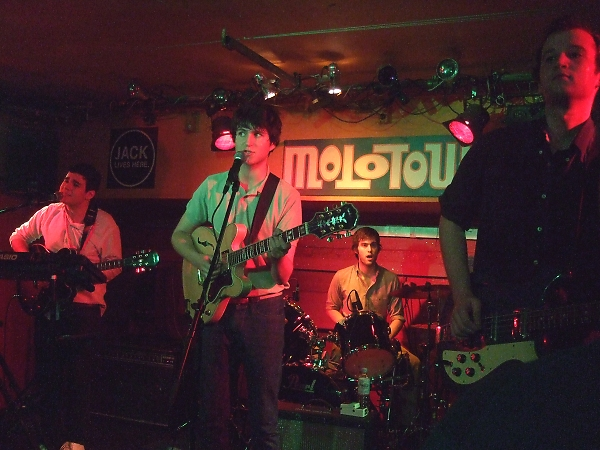
Vampire Weekend
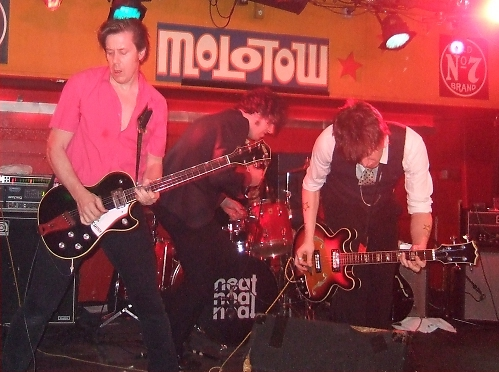
The Jim Jones Revue
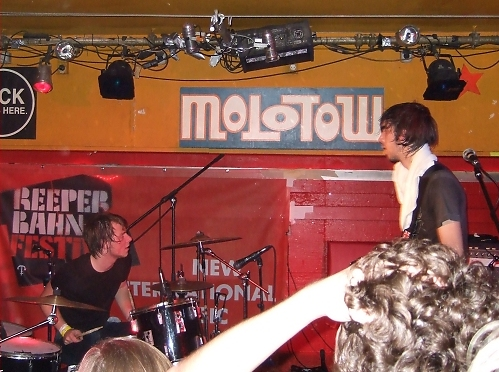
The Black Box Revelation
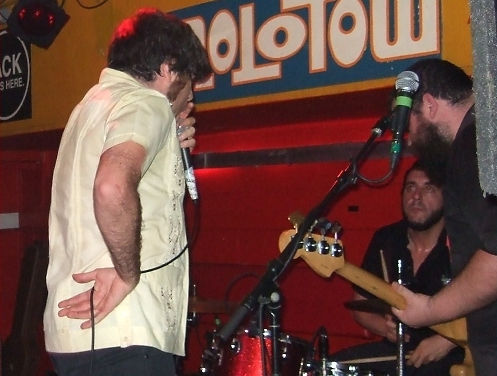
Tokyo Sex Destruction
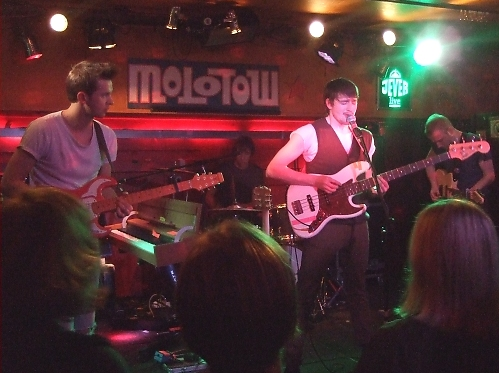
Wild Beasts
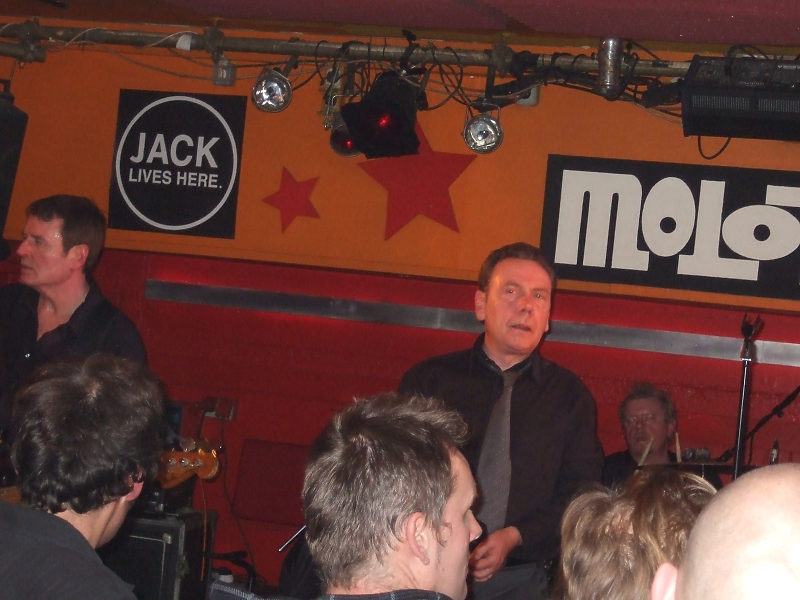
The Godfathers
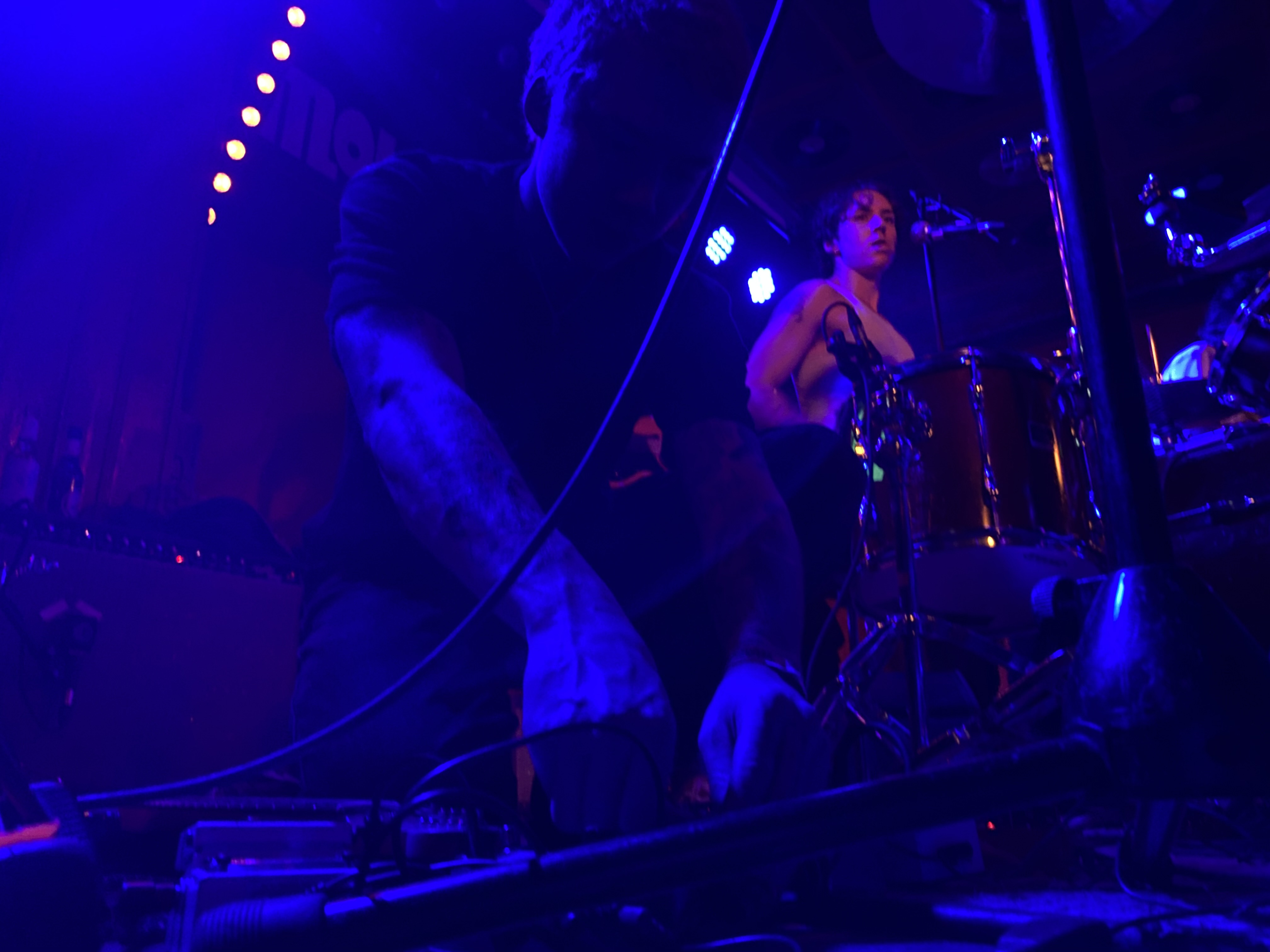
Crack Cloud